# 東金市

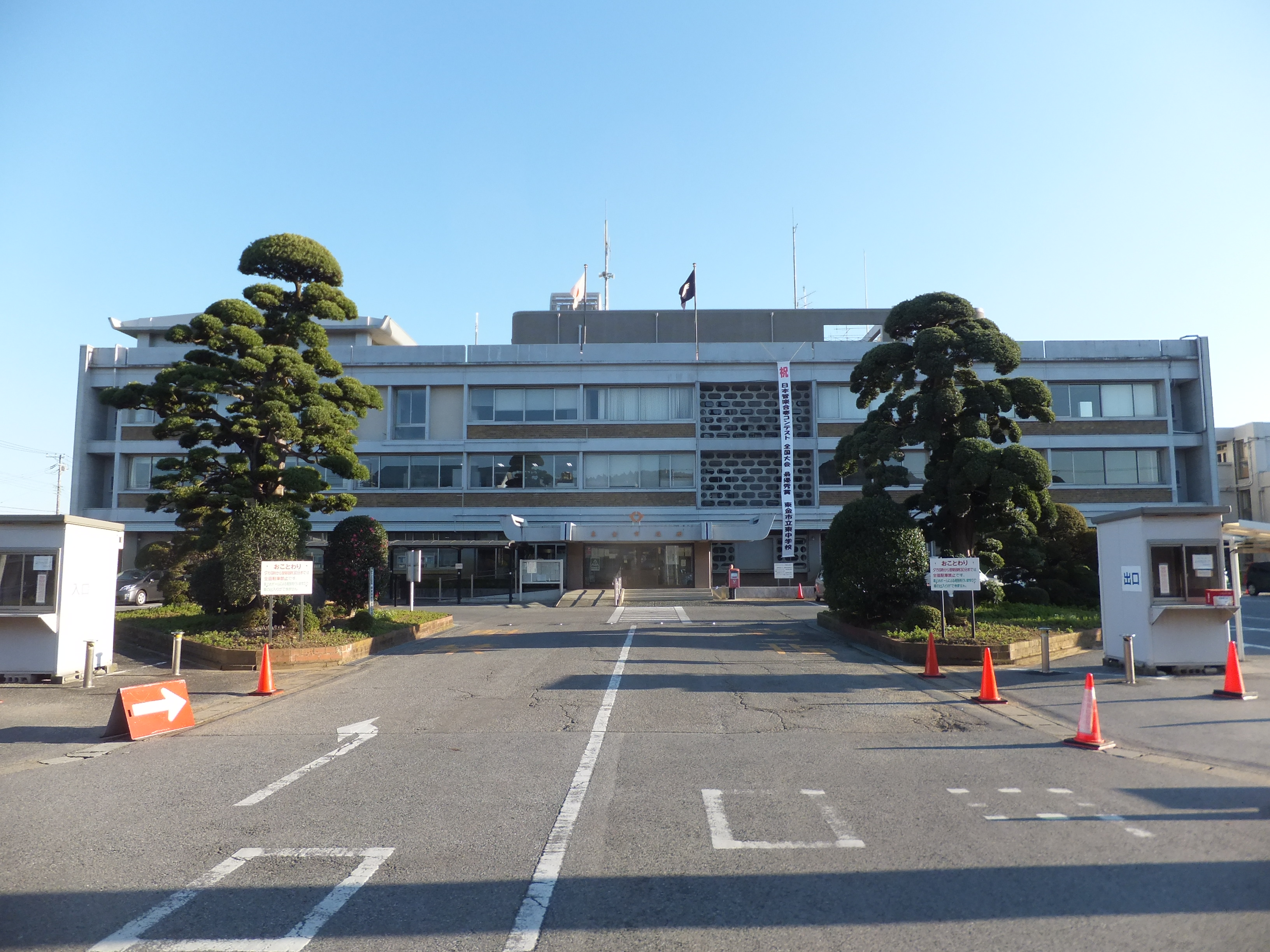
東金市政府

東金市（日语：／ Tōgane shi */?）是千葉縣的一個城市，位於九十九里平原。人口約5.6萬人。

## 地理
東金市位於千葉縣東部，九十九里平原與房總台地的邊界。自古以來，東金市以農業和商業等產業為中心，發展成為山武郡的中心城市。東金市在首都圈50公里圈內，往東京市中心方面，由於有鐵路（東金線，設有直通京葉線的班次）和公路（千葉東金道路，經京葉道路連接東關東自動車道）的連接，因此屬交通方便的地區。

### 相鄰地區
- 千葉市（綠區、若葉區）
- 八街市
- 山武市
- 大網白里市
- 山武郡：九十九里町

## 人口
| 東金市人口分布圖 |                                               |  |
| 東金市與日本全國年齡別人口分布比較圖 （2005年資料） | 東金市的年齡、男女別人口分布圖 （2005年資料） |  |
| ■紫色是東金市 ■綠色是全国 | ■藍色是男性 ■紅色是女性                       |  |
| 東金市人口變化 \| 1970年 \| 32,065人 \| \| \| 1975年 \| 33,406人 \| \| \| 1980年 \| 35,603人 \| \| \| 1985年 \| 38,513人 \| \| \| 1990年 \| 45,179人 \| \| \| 1995年 \| 54,520人 \| \| \| 2000年 \| 59,605人 \| \| \| 2005年 \| 61,701人 \| \| \| 2010年 \| 61,751人 \| \| \| 2015年 \| 60,652人 \| \| \| 2020年 \| 58,219人 \| \| |                                               |  |
| 資料來源：日本總務省統計中心提供之人口普查數據 |                                               |  |
| 1970年 | 32,065人                                      |  |
| 1975年 | 33,406人                                      |  |
| 1980年 | 35,603人                                      |  |
| 1985年 | 38,513人                                      |  |
| 1990年 | 45,179人                                      |  |
| 1995年 | 54,520人                                      |  |
| 2000年 | 59,605人                                      |  |
| 2005年 | 61,701人                                      |  |
| 2010年 | 61,751人                                      |  |
| 2015年 | 60,652人                                      |  |
| 2020年 | 58,219人                                      |  |

## 歷史

### 地名由來
東金源自於「鴇根」（鴇が根）。本地西福寺境內的山嶺因形似鴇（とき）頭而稱鴇峯（鴇ヶ峯），而此地則稱作トウガネ，後轉為同音的東金。
根據《東金町誌》，「東金城過去是上總介屬館，後為千葉氏支城，稱鴇嶺城（鴇ヶ嶺城）。後改為鴇根城。大永元年（1521）改稱同音的東金城」。本市東岩崎有地名由來的鴇嶺（ときがね）小學校。

### 年表
- 江戶時代初期，德川家康、德川秀忠因獵鷹來到此地，為此建設東金御成街道（日语：東金御成街道）、東金御殿（日语：東金御殿）。
- 1889年（明治22年）4月1日－町村制施行，東金町、台方村、田間村、北之幸谷村、川場村、堀上村、押堀村、大豆谷村合併成立山邊郡（日语：山辺郡 (千葉県)）東金町（初代）。
- 1897年（明治30年）4月1日－山邊郡與武射郡（日语：武射郡）合併為山武郡。
- 1953年（昭和28年）4月1日－丘山村（日语：丘山村）、正氣村（日语：正気村）、豐成村（日语：豊成村）、公平村（日语：公平村）一部分（道庭、家之子、求名、松之鄉）、大和村（日语：大和村 (千葉県)）一部分（田中、福俵、山口一部分）合併成立東金町（第2代）。
- 1954年（昭和29年）4月1日－東金町與源村（日语：源村 (千葉県)）一部分（上布田、極樂寺、三尻、酒藏、瀧澤）、福岡村（日语：福岡村 (千葉県)）一部分（下谷、上谷、東中島、一之袋、二之袋、大沼田、小沼田、砂古瀨、依古島新田、西中）施行市制，為東金市。
- 1993年（平成5年）10月1日－與山武郡大網白里町（現大網白里市）邊界重劃。

## 行政
- 市長：志賀直溫（1998年4月25日就任，現為第4屆任期）

## 產業
過去為商業中心的市中心嚴重衰退。本市曾研擬透過補助以刺激商業活動，但因財政狀況不佳，目前尚無有效措施。

### 上市企業
- 南總通運（日语：南総通運）

### 設置工廠的企業
- 立邦漆千葉工場
- Sony EMCS（日语：ソニーイーエムシーエス）東金技術基地
- 丸山製作所（日语：丸山製作所）千葉工場、東京營業所

## 友好城市
- 法國 吕埃-马尔迈松

## 教育

### 大學
- 城西國際大學東金校區

| - 千葉縣立東金高等學校 - 千葉縣立東金商業高等學校 - 私立千葉學藝高等學校 - 東金市立東金中學校 - 東金市立東中學校 - 東金市立西中學校 - 東金市立北中學校 | - 東金市立鴇嶺小學校 - 東金市立東小學校 - 東金市立城西小學校 - 東金市立丘山小學校 - 東金市立正氣小學校 - 東金市立豐成小學校 - 東金市立福岡小學校 - 東金市立源小學校 - 東金市立日吉台小學校 |

### 特別支援學校
- 千葉縣立東金特別支援學校（日语：千葉県立東金特別支援学校）

### 學校教育以外的設施
- 千葉縣立東金高等技術專門校（職業能力開發促進法（日语：職業能力開発促進法）為基礎的職業能力開發校（日语：職業能力開発校））
- 千葉縣農業大學校（日语：千葉県農業大学校）（農業改良助長法為基礎的農業者研修教育設施（日语：農業者研修教育施設））
- 千葉縣警察學校

## 交通

### 鐵路
東日本旅客鐵道
- 東金線：福俵站 - 東金站 - 求名站

### 公車服務
市內有多個提供公車服務的公司。
- 京成巴士
- 千葉花巴士（日语：ちばフラワーバス）
- 九十九里鐵道巴士（日语：九十九里鉄道）
- 小湊鐵道巴士
- 東金市社區巴士（委託九十九里鐵道巴士運營）

#### 高速巴士
東京路線
- 行經東金站入口

【Seaside Liner】東京站 - 東金站 55分（千葉花巴士）
成東 - 家之子 - 公平農協 - 砂押縣道 - 東金商高入口 - 裁判所前 - 片貝縣道入口 - 東金站入口 - 八鶴湖入口 - 上宿 - 城西小學校 - 台方一丁目 - 雄蛇池入口 - 丘山小學校⇔東京站八重洲口前 - 濱松町巴士總站
- 行經季美之森

東京站、潮見站 - 季美之森（小湊鐵道、京成巴士）
白子中里 - 白子車庫 - 牛込 - SUNRISE九十九里 - 白里海岸 - 白里小學校 - 柳橋 - 增穗局前 - 千葉興銀前 - 大網站 - 大網中學校入口 - 南中心前 - 東一丁目 - 山田IC、みきの湯前⇔東京站八重洲口前 - 東雲車庫
羽田機場路線【水線高速巴士】羽田機場 - 東金站 90分（小湊鐵道、京濱急行巴士）
東金站東口⇔羽田機場第1航廈 - 羽田機場第2航廈（經東京灣水線）
千葉路線
- 行經東金站入口

【Flower Liner】千葉站 - 東金站 35分（千葉花巴士）
成東 - 家之子 - 公平農協 - 砂押縣道 - 東金商高入口 - 裁判所前 - 片貝縣道入口 - 東金站入口 - 八鶴湖入口 - 上宿 - 城西小學校 - 台方一丁目 - 雄蛇池入口 - 丘山小學校⇔都町球場入口 - 中央三丁目 - 中央二丁目 - 千葉站 - 千葉中央站
- 行經東金繞道

成東 - 武射田火之見下 - 武射田 - 士農田 - 下谷 - 求名 - 求名站入口 - 求名站 - 求名站入口 - 砂押 - 東中學校 - 片貝縣道交差點 - 東金中學校 - 南上宿 - 砂鄉 - 台方一丁目 - 雄蛇池入口 - 丘山小學校⇔都町球場入口 - 中央三丁目 - 中央二丁目 - 千葉站 - 千葉中央站
- 行經Lakeside Hill（レイクサイドヒル）

行經【レイクサイドライナー】千葉站 - Lakeside Hill 40分（千葉花巴士、九十九里鐵道）
八坂台1丁目 - 八坂台3丁目 - 日吉台4丁目 - 湖北台 - 日吉台7丁目 - 日吉台6丁目 - 南丘 - 西丘 - 日吉台2丁目 - 北中學校前 - 高等技術專門校 - 東金NT丘之街⇔中央3丁目 - JR千葉站
- 行經季美之森

【SUNRISE號】千葉站 - 季美之森 24分（小湊鐵道）
白子車庫 - 牛込 - 濱宿 - 南四天木 - 堀川橋 - 白里海岸 - 北今泉 - SUNRISE九十九里⇔丘山台三丁目 - 季美之森、麦藁公園（むぎわら公園） - 季美之森、南中心 - 高爾夫球場入口⇔中央三丁目 - JR千葉站

#### 路線巴士
- 【九十九里鐵道（日语：九十九里鉄道）】

片貝線、豐海線、東金Lakeside Hill線、八街線、大網線、千葉學藝高校線、東金商業線
- 東金市內循環巴士（日语：東金市内循環バス）

福岡路線、豐成路線

### 道路
收費道路
- 首都圈中央連絡自動車道（圈央道）：東金交流道
- 千葉東金道路：山田交流道、東金交流道
- 東金九十九里收費道路（日语：東金九十九里有料道路）：台方交流道（日语：台方インターチェンジ）、押堀交流道、小沼田交流道

一般國道
- 國道126號（日语：国道126号）
- 國道128號（日语：国道128号）
- 國道409號（日语：国道409号）

地方道路
- 千葉縣道25號東金片貝線（日语：千葉県道25号東金片貝線）
- 千葉縣道75號東金豐海線（日语：千葉県道75号東金豊海線）
- 千葉縣道83號山田台大網白里線（日语：千葉県道83号山田台大網白里線）

都道府縣道
- 千葉縣道119號東金源線（日语：千葉県道119号東金源線）
- 千葉縣道124號綠海東金線（日语：千葉県道124号緑海東金線）
- 千葉縣道214號東金停車場線（日语：千葉県道214号東金停車場線）
- 千葉縣道301號東金山田台線（日语：葉県道301号東金山田台線）

其他
- 東金御成街道（日语：東金御成街道）

## 景點、觀光地、活動等
- 東金城址－別名「鴇峰城」

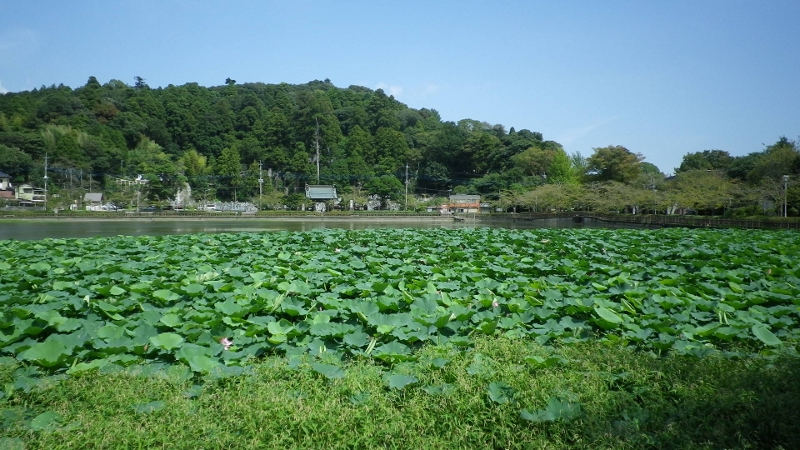
八鶴湖公園（八鶴湖），對岸可見山王臺公園（鴇峰）與最福寺的山門

- 東金水壩（日语：東金ダム）－開發為公園，假日為市民休憩場所。
- 八鶴湖－賞櫻名所。
- 雄蛇池（日语：雄蛇ヶ池）－釣黑鱸、也是知名靈異景點。
- 妙泉寺（日语：妙泉寺）－通稱千葉消災不動尊（千葉厄除け不動尊）。初詣有許多民眾來此參拜。
- 東金Lakeside Hill玫瑰園（東金レイクサイドヒルバラ園）－圈內知名玫瑰園。期間限定開園。
- 東金市山王台公園－以櫻花與第一道曙光聞名。
- 松之鄉葡萄鄉（松之郷ぶどう郷）－圈內知名葡萄園區。僅秋季營業。
- 切られ与三郎之墓－4代目伊三郎之墓。
- 菅原工藝硝子 （页面存档备份，存于）－可動手作玻璃工藝品。
- 東金YASSA祭（日语：東金やっさまつり）－每年8月舉行，是東金市最大祭典。
- 日吉神社祭禮－約400年的傳統祭禮。不同地區的9台山車與御輿演奏東金囃子遊行。隔年7月下旬六日舉行。近年因少子化與資金問題，並非定期舉行。
- 接觸祭 - 福岡地區　下谷區住民主辦的秋祭。

## 出身有名人
- 高乃麗（聲優）
- 今井彩香（前日本職棒千葉羅德海洋隊「乾杯女孩」隊長、LamiGirls（2018-2019期間限定）、Rakuten Girls）

## 備註
1. ↑  東金市（１）　難読地名と珍しい地名の由来　一之袋，家徳，求名，殿廻，酒蔵，福俵，家之子 - 難読地名・珍しい地名の由来 - Yahoo!ブログ （页面存档备份，存于）より

## 外部連結
- 東金市 （页面存档备份，存于）（日語）
- 東金市商工會議所（日語）
- 東金市觀光協會（日語）